# Noltea africana
Noltea africana là một loài thực vật có hoa trong họ Táo. Loài này được (L.) Rchb. f. mô tả khoa học đầu tiên năm 1842.

## Hình ảnh

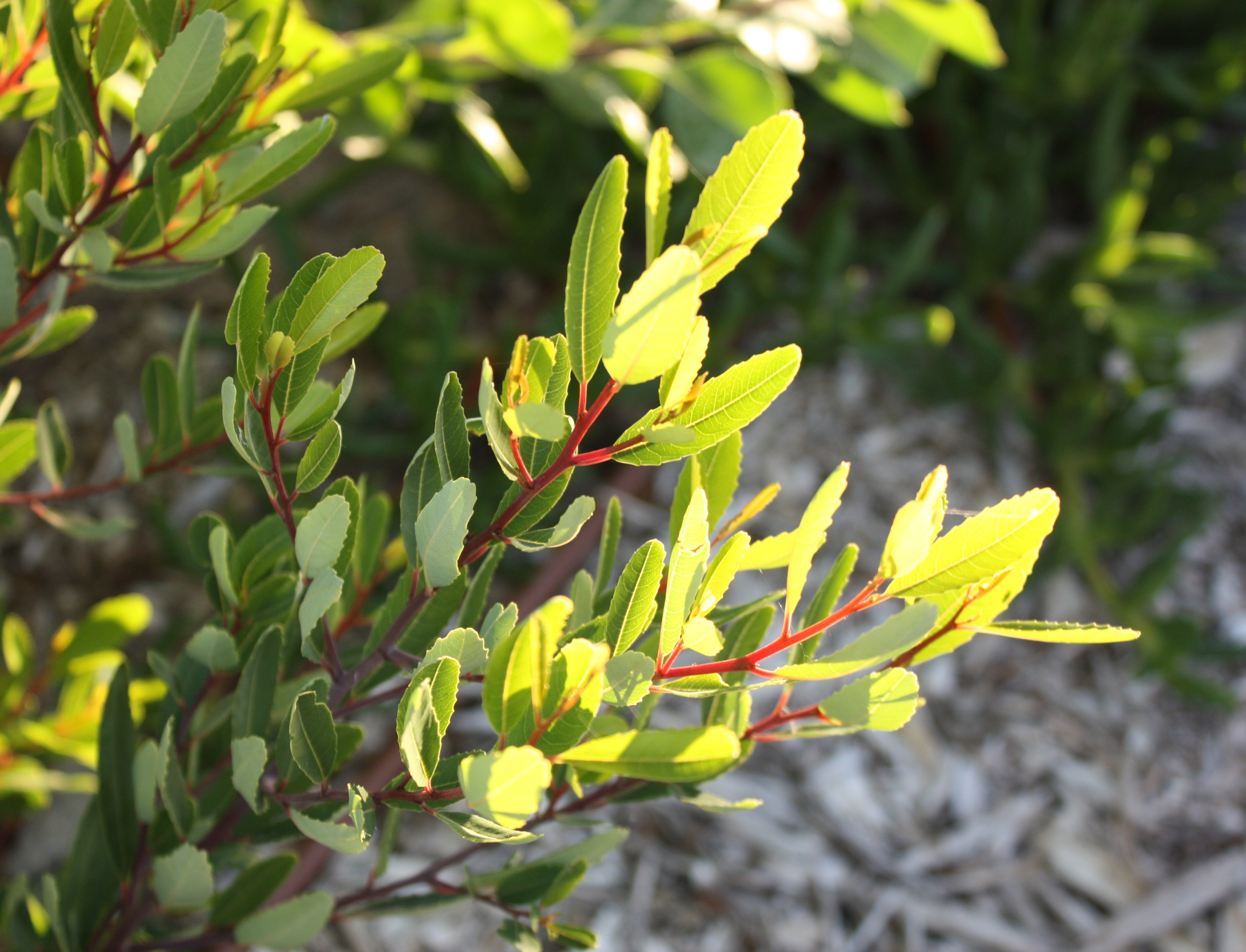
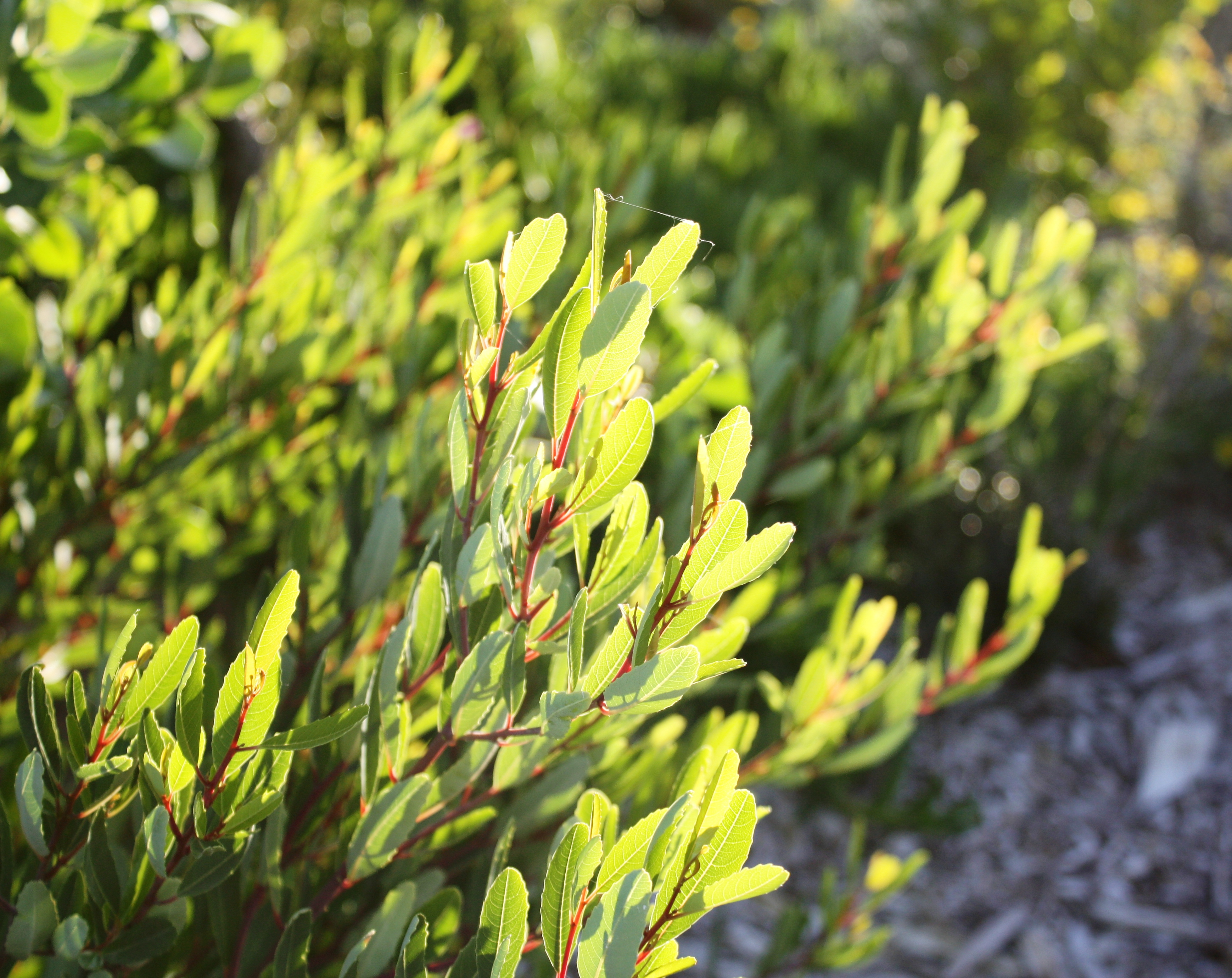
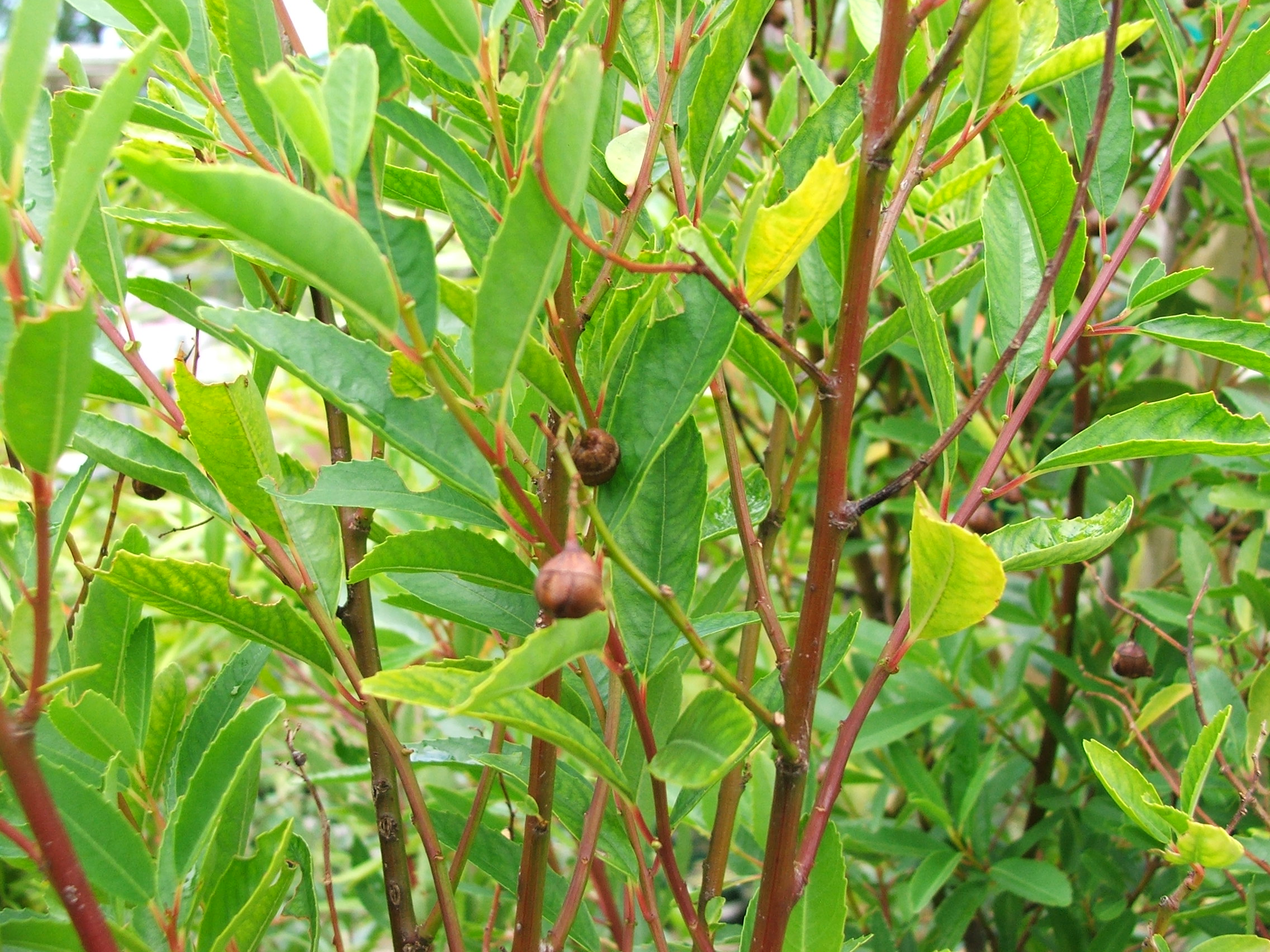
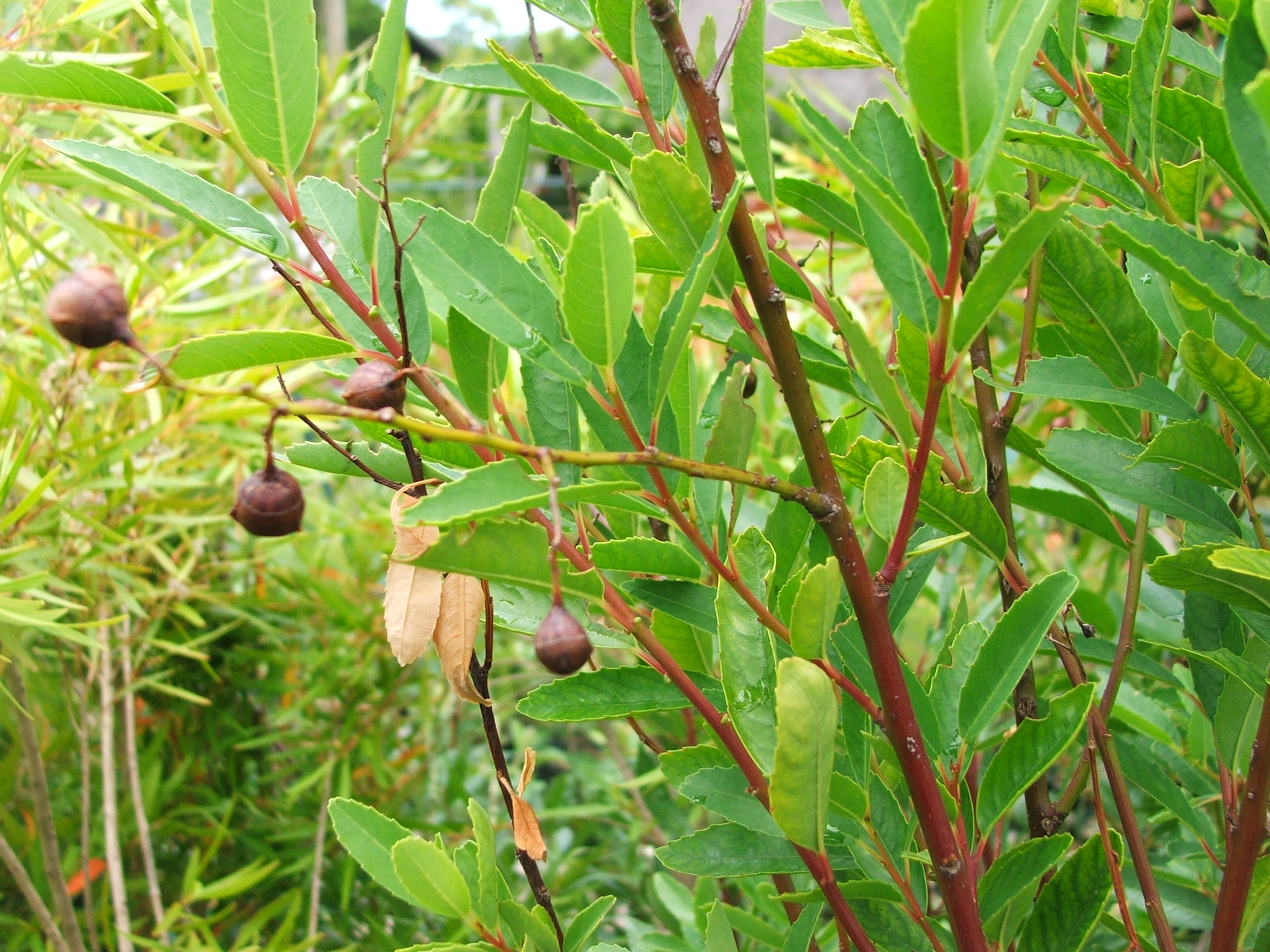